# HNLMS K III
Pour les autres navires du même nom, voir HNLMS K 3.
Le HNLMS K III ou Zr.Ms. K III est un sous-marin de la classe K III en service dans la Koninklijke Marine (Marine royale néerlandaise).

## Histoire
Le K III a été commandé par le ministère néerlandais des Colonies au chantier naval Koninklijke Maatschappij De Schelde à Flessingue en 1915, mis en chantier le 15 juillet 1915. Le lancement a eu lieu le 12 août 1919. Le 9 juillet 1920, le navire est mis en service dans la marine néerlandaise.
Le 4 septembre 1920, le K III commence son voyage vers les Indes orientales néerlandaises, son théâtre d'opérations. C'est le premier sous-marin de la marine à faire le voyage sans escorte. La route qu'il emprunte fait une pause à Ferrol, Alger, Malte, le canal de Suez, Aden et Colombo pour arriver à Tanjung Priok le 18 décembre 1920.
Après la mise hors service en 1934 du K III, le navire est recyclé dans les Antilles néerlandaises.